# Tegenaria utrish
Espèce
Tegenaria utrish est une espèce d'araignées aranéomorphes de la famille des Agelenidae.

## Distribution
Cette espèce est endémique du kraï de Krasnodar en Russie,. Elle se rencontre vers Anapa.

## Description
La femelle holotype mesure 8,25 mm.

## Systématique et taxinomie
Cette espèce a été décrite par Ponomarev, Mikhailov et Shmatko en 2024.

## Étymologie
Son nom d'espèce lui a été donné en référence au lieu de sa découverte, la Reserve naturelle d'État d'Utrish.

## Publication originale
(mai 2024).
- Ponomarev, Mikhailov & Shmatko, 2024 : « Review of spiders of the genus Tegenaria Latreille, 1804 (Aranei: Agelenidae) of Ciscaucasia and the Russian Caucasus. III. New data on fauna and distribution, with material from neighbouring regions. » Arthropoda Selecta, vol. 33, no 2, p. 273-287.